# Elena Tsagrinou
Elena Tsagrinou (griechisch Έλενα Τσαγκρινού Elena Tsangrinou; alternative Transliteration auch Elena Tsagkrinou; * 16. November 1994 in Athen) ist eine griechische Sängerin. Sie vertrat Zypern beim Eurovision Song Contest 2021 in Rotterdam.

## Leben und Karriere
Elena Tsagrinou wurde 1994 in Athen geboren. Mit nur 14 Jahren nahm sie 2009 an der griechischen Version von Got Talent teil, wo sie das Halbfinale erreichte. 2013 schloss sie sich der Band OtherView an, trennte sich jedoch 2018 nach fünf Jahren von ihr, um sich auf ihre Solokarriere zu konzentrieren. Im gleichen Jahr veröffentlichte sie ihre Debüt-Single Pame Ap’ Tin Arxi. Es folgten weitere Veröffentlichungen und Auftritte bei verschiedenen Musik-Shows in Griechenland und Zypern. Neben ihrer Tätigkeit als Sängerin, arbeitet Tsagrinou auch als Moderatorin, unter anderem bei The Voice of Greece 2016 und 2017. Seit Oktober 2020 moderiert sie auch ihre eigene Sendung K-POP Stars bei MAD TV. Außerdem fungierte sie bei der Fernsehshow Just The 2 Of Us als Coach. Gemeinsam mit der Band OtherView stand Elena Tsagrinou zunächst bei Feelgood Records unter Vertrag, bevor sie 2017 zu Panik Records wechselte.
Am 25. November 2020 wurde bekanntgegeben, dass Elena Tsagrinou Zypern beim Eurovision Song Contest 2021 vertreten soll. Sie trat mit dem Lied El diablo, das von Jimmy Thornfeld, Laurell Barker, Oxa und Thomas Stengaard geschrieben wurde, im ersten Halbfinale an und qualifizierte sich für das Finale am 22. Mai 2021. Dort eröffnete sie mit der Startnummer 1 die Show und belegte schließlich den 16. Platz.

## Diskografie

### Alben
- 2021: El Diablo – The Album

### Singles
- 2018: Pame ap’ tin archi
- 2018: Summer Romance
- 2018: Paradeisos
- 2019: Logia
- 2020: Amore
- 2020: Pare me ankalia (feat. Mike)
- 2020: El diablo
- 2021: Telika I Zoi Sinehizetai / Love Goes On
- 2021: Savvatovrada

### Singles (mit OtherView)
- 2014: What You Want
- 2014: O Giros tou Kosmou
- 2015: Ola Afta pou Niotho
- 2015: In The Club Bi**h
- 2016: Xana
- 2017: Tora I Pote